# Pholcomma yunnanense
Pholcomma yunnanense là một loài nhện trong họ Theridiidae.
Loài này thuộc chi Pholcomma. Pholcomma yunnanense được miêu tả năm 1994 bởi Da-xiang Song & Zhu.